# 王氏观音座莲
王氏觀音座蓮（学名：Angiopteris wangii），为觀音座蓮科觀音座蓮屬下的一个植物种。